# ジュベジュダラ (小惑星)
ジュベジュダラ (1700 Zvezdara) は小惑星帯にある小惑星の一つ。
1940年8月、セルビア人の天文学者ペタル・ドゥルコヴィッチが、ベオグラードで発見した。

## 名称
ベオグラード天文台のあるベオグラード市の一角、ジュベジュダラ区 (Zvezdara) に因む。この名称を公表した1980年8月の小惑星回報は、Zvezdara をセルビア語で「天文台」の意味であると説明している。
Zvezdara は直訳すれば「星の家」にあたる言葉で、1934年に設立されたベオグラード天文台が「天文台」の訳語としてこの名称を用いたことから、その周辺地区もこの名で呼ばれるようになったものである。セルビア語で「天文台」を意味する一般名詞としては opservatorija が zvezdara にとってかわった。
ドゥルコヴィッチは生涯に2つの小惑星を発見しているが、本天体と同時にもうひとつの小惑星に対しても (1605) ミランコビッチが命名されている。